# برادران لیوونی شمشیر
برادران لیوونی شمشیر (لاتین: Fratres militiæ Christi Livoniae)، گروهی از جنگجویان صلیبی شمال آلمان بودند که در اواخر قرن دوازدهم میلادی ساکنان لیوونی و کولاند را طی جنگ صلیبی لیوونی به آیین مسیحیت درآوردند.